# Cabeza de Tecaxic-Calixtlahuaca
La cabeza de Tecaxic-Calixtlahuaca es una cabeza de terracota, que probablemente era parte de una figurilla más grande, descubierta en 1933 dentro de un ajuar funerario precolombino o poscolombino en el área de Tecaxic-Calixtlahuaca del valle de Toluca, aproximadamente a 65 km al suroeste de Ciudad de México.
Debido a que la cabeza tiene un estilo similar a los artefactos arqueológicos de origen romano, algunos creen que es una evidencia de contactos transoceánicos precolombinos entre Roma y las Américas varios años antes de la llegada de Colón a América, un concepto promovido por el arqueólogo mesoamericanista Romeo H. Hristov. Sin embargo, se han planteado varias explicaciones sobre su presencia.

## Su hallazgo
El objeto fue descubierto por el arqueólogo José García Payón durante una excavación en 1933. Era un entierro de ofrendas, hallado bajo tres suelos intactos de una estructura piramidal. Junto a la cabeza se hallaron varios objetos hechos de oro, cobre, turquesa, cristal de roca, azabache y hueso, así como alfarería. El entierro fue datado entre 1476 y 1510 d. C. Payón no publicó información sobre la cabeza hasta 1960.

## Evidencia de manufactura romana
El caso fue analizado en 2001 por Romeo H. Hristov de la Universidad Estatal de Nuevo México y Santiago Genovés T. de la Universidad Nacional Autónoma de México.

Este resultado aclara las dudas sobre la manufactura colonial del artefacto y hace que la hipótesis del origen romano - entre otras posibilidades - sea aplicable. La identificación de la cabeza como una obra romana de los siglos II-III d.C. ha sido confirmada por Bernard Andreae, director emérito del Instituto Alemán de Arqueología en Roma, Italia. Según Andreae "[la cabeza] es sin lugar a dudas romana y el análisis de laboratorio ha confirmado que es antigua. El examen estilístico nos dice con más precisión que es una obra romana de alrededor del siglo II d.C., y el peinado y la forma de la barba presentan las características típicas del período de los emperadores severianos [193-235 d.C.], exactamente según la ‘moda’ de la época." (Andreae citado en Domenici 2000: 29). Por otra parte, una examinación de las notas de campo del arqueólogo a cargo de la excavación, así como del propio sitio, no han revelado en ningún caso signos de posibles alteraciones del contexto (Hristov y Genovés, 1999).

En 1995 se llevó a cabo una prueba de termoluminiscencia por P. Schaaf y G. A. Wagner en la unidad FS Archäometrie de Heidelberg, Alemania, que situó su rango de edad entre el siglo IX a. C. y mediados del siglo XIII d. C., confirmando su origen precolonial. Sin embargo, Schaaf y Wagner han objetado la forma en que las fechas fueron descritas por Hristov y Genovés.
Bernard Andreae, del Instituto Alemán de Arqueología en Roma, Italia, que examinó fotografías del artefacto, afirmó que él creía que era romana y propuso como su fecha de origen al siglo II d. C., basado en el peinado y la barba.

## Hipótesis
Los investigadores que han analizado el artefacto han planteado varias explicaciones posibles para la presencia del artefacto en el sitio:
- Un engaño: según una declaración informal de Paul Schmidt, arqueólogo de la UNAM, la cabeza fue puesta en el sitio por Hugo Moedano, arqueólogo que participaba en la excavación, para jugarle una broma a José García Payón, quien supervisaba la excavación. Schmidt además afirmó anteriormente que García Payón no estuvo presente durante toda la excavación.[3] El hijo de García Payón insiste en que su padre afirmó que se encontraba en el sitio al momento del descubrimiento. Según Hristov, estos alegatos son rumores, y como las personas directamente involucradas han fallecido, una confirmación o refutación de estos es imposible.
- Una importación por parte de un primigenio visitante europeo que llegó al centro de México. El rango de fechado del entierro incluye el período temprano de la exploración europea de las Américas, aunque es anterior al primer contacto consistente bajo Hernán Cortés. Según Hristov, es posible aunque muy improbable que la cabeza fuese introducida durante la Edad Media o inicios del período colonial.[2] Hristov indica que otros historiadores han considerado la posibilidad de una visita nórdica a la región y que el inusual tocado de la figurilla tiene un posible parecido con gorros nórdicos o vikingos.
- Fue comerciado o transportado a Asia, de donde fue importado a América a través de una ruta transpacífica desde el sudeste asiático por un barco chino o indio. Esta tesis fue propuesta en 1961 por Robert Heine-Geldern, obteniendo cierto apoyo.[7]
- Hristov argumenta que un barco romano, fenicio o bereber, o la llegada de los restos de su naufragio a las orillas americanas, es la explicación más adecuada. Hristov afirma que la posibilidad de tal evento se ha hecho más probable gracias al descubrimiento de evidencias de viajes a las islas de Tenerife y Lanzarote en las Canarias por romanos, fenicios y bereberes en los siglos VI o V a. C., así como un asentamiento romano (del siglo I a. C. al siglo IV d. C.) en Lanzarote.[2] David Grove, arqueólogo de la Universidad de Illinois, resalta que al ser varado desde un naufragio romano no implica "contacto" alguno, menos un "descubrimiento" romano del Nuevo Mundo.[8]